# Lochmias nematura
El riachuelero (en Panamá y Perú) (Lochmias nematura), también conocido como  macuquito o macuquiño (en Argentina, Bolivia, Uruguay, Paraguay y Venezuela) o saltarrocas punteado (en Colombia), es una especie de ave paseriforme de la familia Furnariidae, es la única especie de género monotípico Lochmias. Es nativo de Sudamérica y del extremo este de Centroamérica. 

## Distribución y hábitat
Las varias subespecies se distribuyen de forma disjunta: en el extremo este de Panamá; en la región de los tepuyes del sureste de Venezuela y oeste de Guyana; en las montañas del norte de Venezuela, y a lo largo de los Andes de Colombia, Ecuador, Perú, Bolivia, hasta el noroeste de Argentina; y en el sureste e interior de Brasil, hacia el sur, por el este de Paraguay, hasta Uruguay y noreste de Argentina. Está completamente ausente de la cuenca amazónica.
Esta especie es considerada poco común y local en sus hábitats naturales, la densa maleza a lo largo de arroyos y cursos de agua, sobre todo en bosques húmedos y bosques montanos bajos, aunque un poco más numerosa en el sureste de Brasil, donde también habita en bosques en galería; hasta los 1700 m de altitud.

## Descripción
Mide entre 13 y 14 cm de longitud y pesa entre 20 y 38 g. Tiene una cola corta y un pico largo, esbelto y ligeramente curvado hacia abajo. Las aves de los tepuyes y del sureste tienen las patas rosa grisáceo apagado y son de color pardo oscuro por arriba con una lista superciliar blanca moteada, el manto es más castaño y la cola es negra; por abajo son pardo oscuro profusamente moteadas de blanco. Las aves andinas tienen piernas negras, no presentan la lista superciliar y por abajo son menos densamente moteadas.

## Comportamiento
Forrajean en el suelo o cerca, con comportamiento parecido a los tirahojas (Sclerurus), igualmente difíciles de ver aunque a veces salen más al abierto, hasta en rocas en la corriente de agua. Hurgan en el suelo barroso y también revuelven hojas con su pico.

### Alimentación
En su dieta se registran  insectos: (Blattaria (ootecas), coleópteros (larvas y adultos), dípteros (larvas y adultos), hemípteros, himenópteros (Formicidae), lepidópteros (larvas y adultos), arácnidos: Araneae y Pseudoscorpiones; anfibios: Anura; moluscos: Gastropoda. También semillas.

### Reproducción
Construye su nido en túneles, que excava con su pico en barrancos sucios y donde instala una masa esférica de materia vegetal, provista de una entrada lateral.

### Vocalización
El canto es una larga serie de notas secas no musicales que comienzan lentamente, casi siempre precedidas de una única nota aguda y que aceleran para algo parecido a una trituradora. Con su trinado agudo, invariablemente suplanta, en su ambiente, al barullo del agua corriente, en una perfecta adaptación de la vocalización al ambiente.

## Sistemática

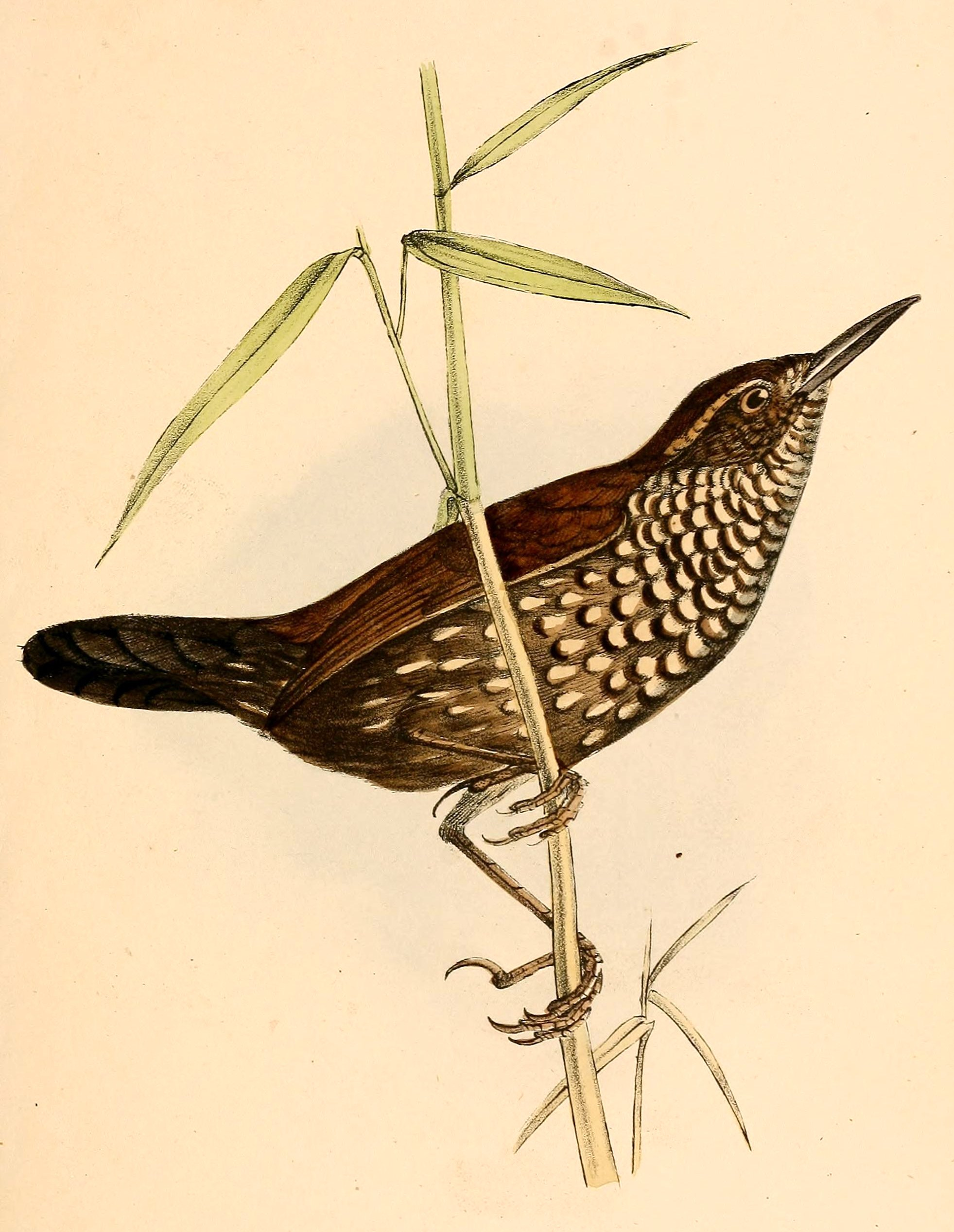
Lochmias nematura, ilustración de Swainson en A selection of the birds of Brazil and Mexico, 1841.

### Descripción original
La especie L. nematura fue descrita por primera vez por el naturalista alemán Martin Lichtenstein en 1823 bajo el nombre científico Myiothera nematura; su localidad tipo es: «São Paulo, Brasil».
El género Lochmias fue descrito por el naturalista británico William Swainson en 1827.

### Etimología
El nombre genérico femenino «Lochmias» deriva del griego «lokhmē»: enmarañado, y «piazō»: preferir; significando «que prefiere los enmarañados»; y el nombre de la especie «nematura», proviene del griego «nēmatos»: hilo, filamento  y «oura»: cola; significando «con cola en hilo».

### Taxonomía
La subespecie nominal y obscuratus parecen ser lo suficientemente diferentes para ser dos especies separadas, aunque la subespecie sororius presenta características intermediarias. Una población de los andes occidentales de Colombia, conocida por un único espécimen, podría tratarse de una subespecie no descrita. Hace tiempo se sospechaba que la especie tiene por lo menos una presencia temporal en Guyana. Esto sólo se pudo comprobar recientemente con registros de avistamientos en la sierra de Pacaraima, estas aves probablemente pertenecen a una de las poblaciones de Venezuela, pero no se conoce todavía a cual. Se presume que pertenezcan a castanonotus.

### Subespecies
Según las clasificaciones del Congreso Ornitológico Internacional (IOC) y Clements Checklist v.2018, se reconocen seis subespecies, con su correspondiente distribución geográfica:
- Lochmias nematura nelsoni Aldrich, 1945 - Panamá (al este de la provincia de Darién, Cerros Pirre, Malí y Quía).
- Lochmias nematura sororius P.L. Sclater & Salvin, 1873 – cordillera de la Costa del norte de Venezuela (Yaracuy hacia el este hasta el Distrito Federal), y en losAndes desde Colombia (Valle y Cauca en la cordillera occidental, pendiente occidental en Cauca en la cordillera central, y hacia el sur desde Cundinamarca en la cordillera oriental), al sur hasta el norte de Perú (al sur hasta San Martín).
- Lochmias nematura chimantae Phelps, Sr & Phelps, Jr, 1947 – región de los tepuyes del sureste de Venezuela (sur de Amazonas, Bolívar).
- Lochmias nematura castanonotus Chubb, 1918 – sureste de Venezuela (tepuy Kukenán, monte Roraima); registros visuales también en las adyacencias del oeste de Guyana (meseta Potaro).
- Lochmias nematura obscuratus Jean Cabanis, 1873 – Andes desde el centro de Perú (al sur desde Huánuco) al sur hasta el noroeste argentino (Jujuy, Salta).
- Lochmias nematura nematura (M.H.C. Lichtenstein, 1823) - interior y sureste de Brasil (all sur desde Mato Grosso, sur de Goiás, Minas Gerais, sur de Bahia y Espírito Santo), este de Paraguay, noreste de Argentina (al sur hasta Entre Ríos) y Uruguay.